# Односільці
«Односільці» («Համագյուղացիներ») — радянський художній фільм 1974 року, знятий режисером Рубеном Мурадяном на кіностудії «Вірменфільм».

## Сюжет
Про пригоди робітників-газопровідників та мешканців села, куди цей газ проводять.

## У ролях
- Едгар Елбакян — Седрак Мірзоян
- Шаум Казарян — Ашот Лалаян
- Володимир Мсрян — Вазген
- Лейла Єгіазарян — Анаїт
- Верджалуйс Міріджанян — тітка Нвард
- Джульєтта Арутюнян — Рануш
- Авет Геворкян — Завен
- Рубен Мартіросян — Смбатян
- Азат Шеренц — Рубен Степанян
- Артуш Гедакян — водій трубовозу
- Армен Хостікян — Меружан
- Рафаель Сароян — завгосп
- М. Мкртчян — член бригади газовиків
- Р. Гамбарян — член бригади газовиків
- Вардан Петросян — член бригади газовиків
- Арамаїс Абрамян — член бригади
- Річард Тоноян — член бригади
- Азат Гаспарян — член бригади
- Гегам Арутюнян — епізод
- Георгій Ашугян — епізод
- Маргарита Мурадян — дружина Лалаяна
- Торос Саркісян — епізод
- Олена Алварян — епізод
- Олександр Таклчян — епізод
- Степан Арутюнян — епізод
- Григорій Маркарян — сторож

## Знімальна група
- Режисер — Рубен Мурадян
- Сценарист — Анатолій Ейрамджан
- Оператор — Жирайр Вартанян
- Композитор — Едуард Хагагортян
- Художник — Микита Гізгізян